# Pyrogorgia lemnos
Pyrogorgia lemnos is een zachte koraalsoort uit de familie Primnoidae. De koraalsoort komt uit het geslacht Pyrogorgia. Pyrogorgia lemnos werd in 1998 voor het eerst wetenschappelijk beschreven door Bayer. 